# Tudo Novo de Novo (álbum)
Tudo Novo de Novo é o sexto álbum da carreira solo do músico brasileiro Paulinho Moska (o segundo assinando apenas "Moska").
Foi a partir deste disco que ele se tornou um artista independente. Por isso “Tudo Novo de Novo” foi lançado pelo seu próprio selo, o Casulo.

## O Álbum
Este álbum marca uma nova fase em sua vida, não só profissional, mas principalmente pessoal. O disco anterior (Eu Falso da Minha Vida o Que Eu Quiser) é um disco sombrio, pesado, que refletia um momento de depressão, época em que havia se separado da mulher. Este trabalho, segundo o próprio "é uma metáfora para a vida de todos nós, pois fala da transformação da dor para o amor".
A canção "Reflexos e reflexões" descreve um hábito desenvolvido pelo artista a partir de 2001: registrar suas imagens refletidas em superfícies espelhadas, principalmente dentro de hotéis, durante as turnês de shows, o que gerou uma série de 2.000 auto-retratos. Esse material foi aproveitado para ilustrar a capa e o encarte do CD e para interagir com o cenário do show de lançamento do disco realizado, também em 2003, no Canecão (RJ).

### Canções em Trilhas-Sonoras de Novela
- "Pensando Em Você", foi incluída na novela "Agora É que São Elas" (Rede Globo)
- "Tudo Novo de Novo" foi tema de abertura da série Tudo Novo de Novo, da Rede Globo.

### Faixas
| #  | Faixa                                              | Composição                               | Duração |
| -- | -------------------------------------------------- | ---------------------------------------- | ------- |
| 1  | Tudo Novo de Novo                                  | Paulinho Moska                           | 3:13    |
| 2  | Lágrimas de Diamantes                              | Paulinho Moska                           | 3:02    |
| 3  | O Bilhete No Fim                                   | Paulinho Moska                           | 3:01    |
| 4  | Cheio de Vazio                                     | Paulinho Moska                           | 2:40    |
| 5  | O Jardim Do Silêncio                               | Paulinho Moska                           | 3:53    |
| 6  | A Idade Do Céu (versão de "La Edad del Cielo")     | Jorge Drexler (versão de Paulinho Moska) | 3:13    |
| 7  | Reflexos E Reflexões                               | Paulinho Moska                           | 3:34    |
| 8  | Último Adeus                                       | Paulinho Moska                           | 3:38    |
| 9  | Assim Sem Disfarçar                                | Paulinho Moska                           | 3:00    |
| 10 | Pensando Em Você                                   | Paulinho Moska                           | 3:07    |
| 11 | Essa é a Última Solidão Da Sua Vida                | Thalma de Freitas / Pedro Luís           | 3:49    |
| 12 | Impacto                                            | Paulinho Moska                           | 4:19    |
| 13 | Acordando (feat.: Mart'nália)                      | Paulinho Moska                           | 2:22    |
| 14 | Dos Colores: Blanco y Negro (feat.: Jorge Drexler) | Paulinho Moska                           | 7:00    |